# جاي بيتر كينكيد
جاي بيتر كينكيد (بالإنجليزية: J. Peter Kincaid)‏ هو عالم أمريكي، ولد في 1942.